# John Frankenheimer
John Michael Frankenheimer (n. 19 februarie 1930 – d. 6 iulie 2002) a fost un regizor american de film și televiziune cel mai cunoscut pentru realizarea unor filme de acțiune/suspans și drame sociale. A regizat filme ca Birdman of Alcatraz (1962), Candidatul manciurian (1962), Seven Days in May (1964), Trenul (film din 1964) (1964), Seconds (1966), Grand Prix (1966), Filiera franceză II (1975), Black Sunday (1977) sau Ronin (1998). 
Frankenheimer a câștigat patru premii consecutive Emmy în anii 1990 pentru filmele de televiziune Against the Wall, The Burning Season, Andersonville și George Wallace, care a primit și un premiu Globul de Aur. Este considerat ca fiind unul dintre ultimii regizori care au insistat să aibă control complet asupra tuturor elementelor de producție, creând stilul său unic la Hollywood.

## Filmografie
- 1957 Tânărul străin (The Young Stranger)
- 1961 The Young Savages
- 1962 Supunere necondiționată (All Fall Down)
- 1962 Păsărarul din Alcatraz (Birdman of Alcatraz)
- 1962 Candidatul manciurian (The Manchurian Candidate)
- 1964 Șapte zile în mai (Seven Days in May)
- 1964 Trenul (The Train)
- 1966 A doua existență (Seconds)
- 1966 Marele premiu (Grand Prix)
- 1968 Omul din Kiev (The Fixer)
- 1969 Marinarul extraordinar (The Extraordinary Seaman)
- 1969 Jocul de-a moartea (The Gypsy Moths)
- 1970 Am încălcat legea (I Walk the Line)
- 1971 Călăreții (The Horsemen)
- 1973 O să vină tâlharul (The Iceman Cometh), ecranizare a piesei Vine ghețarul de Eugene O'Neill.
- 1973 Obiect imposibil (Story of a Love Story / Impossible Object)
- 1974 99 and 44/100% Dead
- 1975 Filiera franceză II (French Connection II)
- 1977 Duminica neagră (Black Sunday)
- 1979 Prophecy
- 1982 The Challenge
- 1982 Omul care aduce ploaia (The Rainmaker)
- 1985 The Holcroft Covenant
- 1986 52 Pick-Up
- 1989 Dead Bang
- 1990 The Fourth War
- 1991 Year of the Gun
- 1994 Against the Wall (HBO)
- 1994 The Burning Season (HBO)
- 1996 Andersonville (TNT)
- 1996 Insula doctorului Moreau (The Island of Dr. Moreau)
- 1997 George Wallace (TNT)
- 1998 Ronin
- 2000 Reindeer Games
- 2001 The Hire (BMW short) − Ambush
- 2002 Path to War (HBO)

## Legături externe
- John Frankenheimer la Internet Movie Database
- John Frankenheimer Arhivat în 3 martie 2016, la Wayback Machine. OpsRoom.org
- John Frankenheimer, Senses of Cinema, Issue 41 "Great Directors Series"
- John Frankenheimer la Find a Grave
- John Frankenheimer's The Extraordinary Seaman – How Bad Could It Be? (Movie Morlocks)
- Literature on John Frankenheimer
- John Frankenheimer: The Hollywood Interview